# نيشان القديس شارل
وسام القديس تشارلز ((بالفرنسية: Ordre de Saint Charles)‏) هو رتبة تأسست في موناكو في 15 مارس 1858.  

## لمن يعطى
يعطى هذا الوسام نظير الخدمة للدولة أو الأمير.   في حالات خاصة، ويمكن منحها للأجانب. يتم منحها من قبل الملك الحالي ، الأمير ألبرت الثاني .

### استقبال
باستثناء أفراد العائلة الأميرية والأجانب، لا يمكن للمرء أن يحصل على الوسام أولاً إلا برتبة فارس. للحصول على الرتب الأعلى التالية، يجب على المرء أن يحتفظ بالترتيب الأدنى لفترة زمنية محددة:
- الضابط: أربع سنوات كفارس
- القائد: ثلاث سنوات ضابطا
- الضابط الأكبر: أربع سنوات كقائد
- الصليب الكبير: خمس سنوات كضابط كبير

الترشيحات تنتمي إلى صاحب السيادة. المستشار يقترح الترقيات. بناءً على أوامر الأمير، يقترح المستشار مشاريع قوانين الترشيح والترقية. يجب استلام الممنوحين في الطلب قبل ارتداء الأوسمة. جراند ماستر يستقبل الصليب الكبير والضباط والقادة. المستشار يستقبل الضباط والفرسان. يتم قبول الأجانب في الأمر، لكن لا يتم استلامهم.

### تكريم الجنازة
- يتم تكريم القادة والضباط والفرسان في الكنيسة ويديرهم أربعة من الكارابينيون يرتدون الزي الرسمي وسلاحًا بقيادة ضابط ثانوي.
- يتم تكريم الصلبان الكبرى والضباط الكبار خارج الكنيسة، في بداية ونهاية مراسم الجنازة، من قبل 24 من الرماة يرتدون الزي الاحتفالي والسلاح بقيادة ضابط.

## الفئات والتصميم

### نايت جراند كروس
يرتدي نايت جراند كروس شارة الأمر على وشاح ونجمة الترتيب على يسار الثدي.  هناك قلادة ذهبية ملحقة بالطلب. لها أقسام صغيرة فارغة على شكل بيضة تشكل العنق. يتم ارتداء الشارة أحيانًا متصلة بهذه الياقة بدلاً من الوشاح.

### ضابط الفارس الكبير

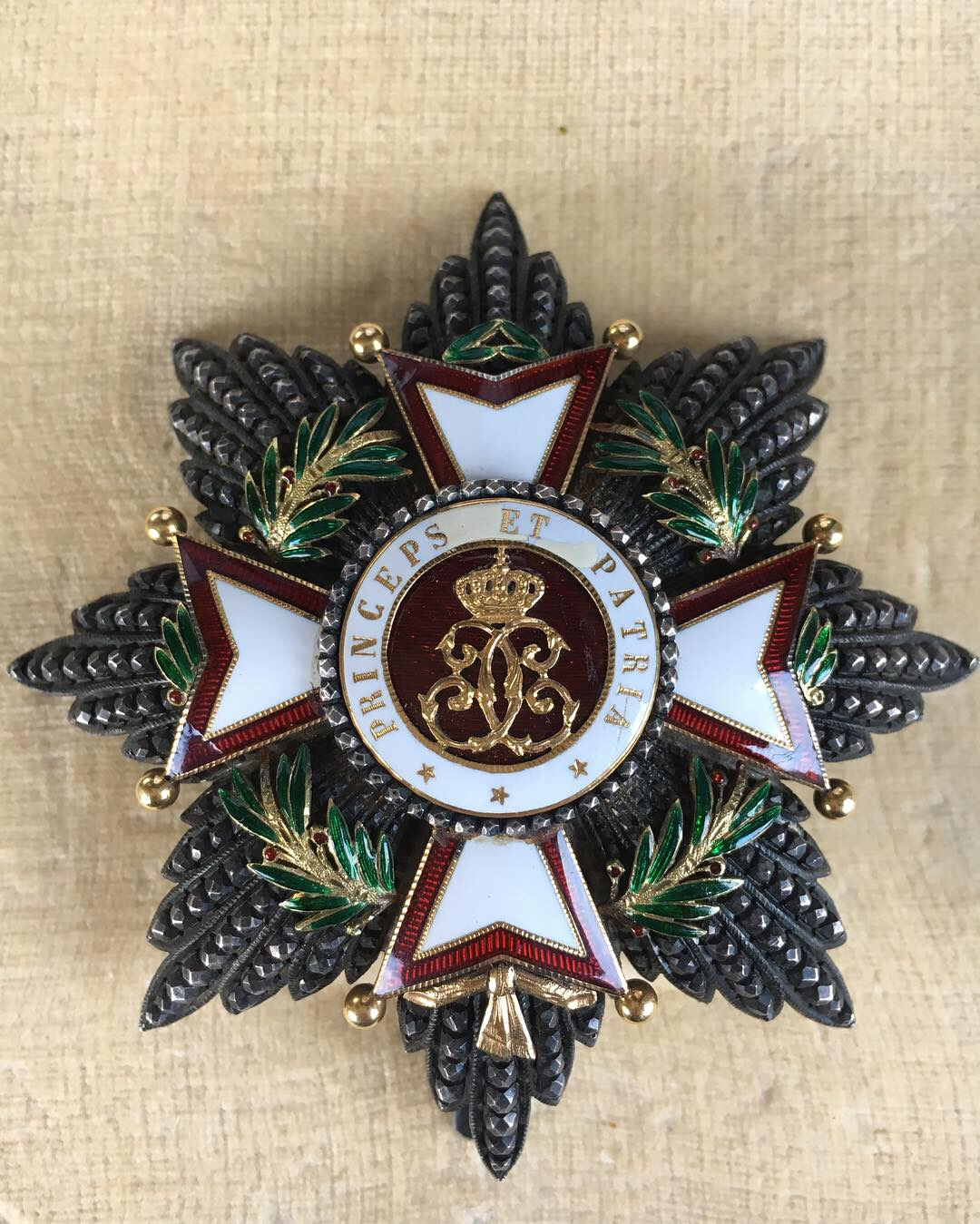
نجمة النظام

يرتدي الضابط الكبير شارة ونجمة.  نجمة وسام القديس تشارلز مصنوعة من الفضة.  تُلبس شارة وسام القديس تشارلز على شريط صدر به وردة أو على قوس. النجمة تلبس على الجانب الأيمن من الصدر.

### قائد الفارس
يرتدي قائد وسام القديس تشارلز الشارة على شريط حول الرقبة أو على قوس على الكتف الأيسر. 

### ضابط فارس
يرتدي ضابط وسام القديس تشارلز الشارة على شريط الصدر مع وردة. الصليب له إكليل غار أرق من فارس وسام القديس تشارلز.

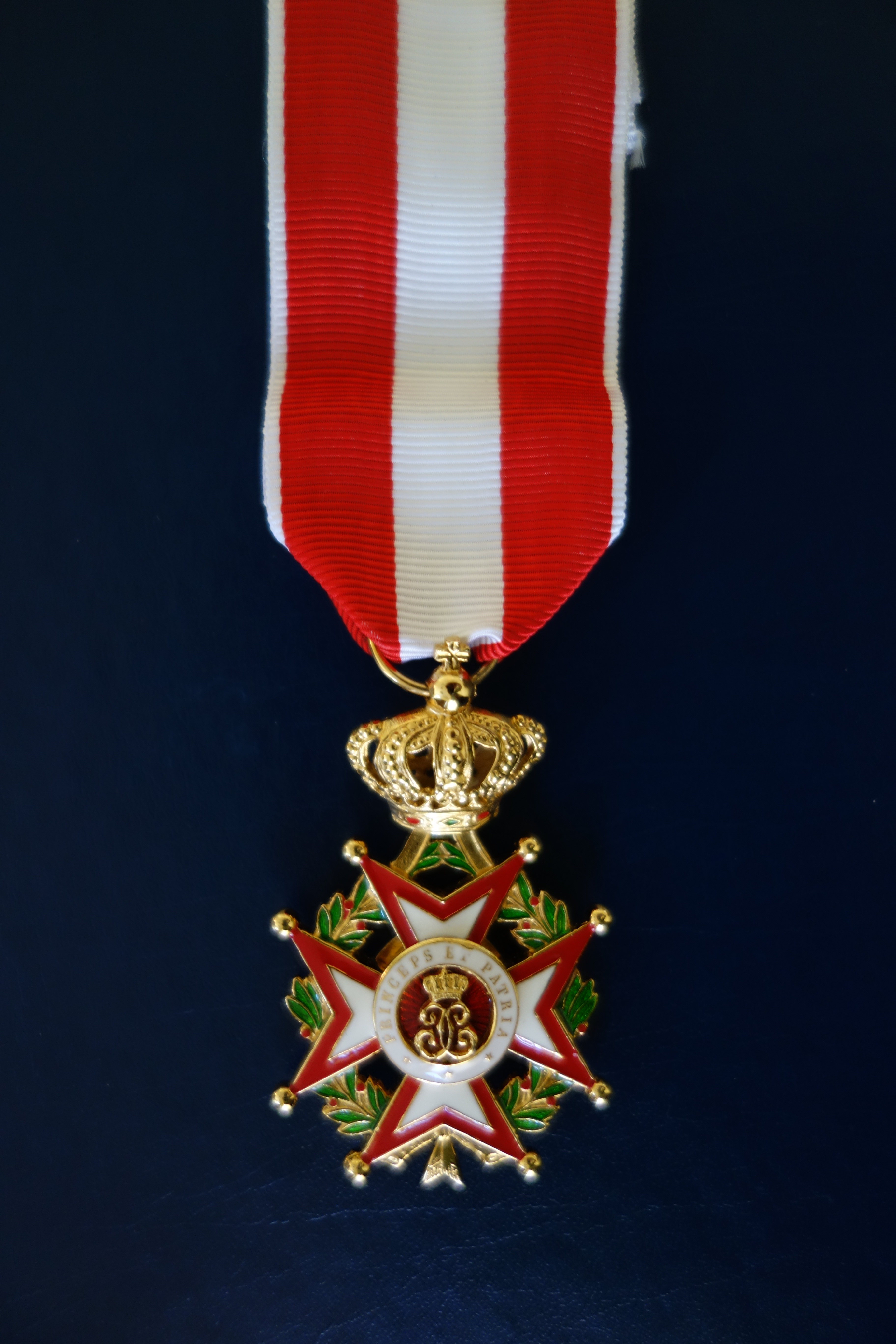
صليب فارس من وسام القديس تشارلز

### فارس
يرتدي فارس وسام القديس تشارلز شارة الأمر على شريط صدر بدون وردة.
| أشرطة الشريط | أشرطة الشريط | أشرطة الشريط | أشرطة الشريط | أشرطة الشريط |
| ------------ | ------------ | ------------ | ------------ | ------------ |
| جراند كروس   | ضابط كبير    | قائد         | ضابط         | فارس         |

## الأساس القانوني
- المرسوم السيادي الصادر في 16 يناير / كانون الثاني 186 بشأن إنشاء النظام الأساسي لوسام سانت تشارلز (معدل) : نص (بالفرنسية)
- الأمر السيادي رقم 125 الصادر في 23 أبريل 1923 بشأن شارات وسام القديس تشارلز: نص (بالفرنسية)

## المستفيدين البارزين

### الصليب الكبير

#### منحهرينييه الثالث أمير موناكو
- صاحب السمو الملكي دوق إدنبرة 15 فبراير 1951.[5]
- أميرة موناكو كارولين - النظام السيادي رقم 7.226 بتاريخ 18 تشرين الثاني / نوفمبر 1981 .
- فيتوريو إيمانويل من سافوي ، رئيس العائلة المالكة الإيطالية - القانون السيادي رقم 15702 بتاريخ 1 مارس 2003 .
- ميريا موسكوسو ، رئيس بنما - النظام السيادي رقم 15902 الصادر في 25 يوليو 2003 (ضابط كبير في 26 نوفمبر 2002).
- ألبرت الثاني ، ملك بلجيكا - النظام السيادي
- البارونة إليزابيث آن دي ماسي - النظام السيادي
- أليخاندرو توليدو ، رئيس بيرو - النظام السيادي رقم 16063 بتاريخ 21 تشرين الثاني / نوفمبر 2003 .
- أبيل باتشيكو دي لا إسبرييلا ، رئيس كوستاريكا - النظام السيادي رقم 16064 بتاريخ 21 نوفمبر 2003 .
- جورجي بارفانوف ، رئيس بلغاريا - النظام السيادي رقم 16518 الصادر في 26 تشرين الثاني (نوفمبر) 2004 .

#### منحهألبرت الثاني أمير موناكو
- كارلو أزيليو شيامبي ، رئيس إيطاليا - النظام السيادي رقم 331 بتاريخ 13 ديسمبر 2005 .
- يانيز درنوفسك ، رئيس سلوفينيا - النظام السيادي رقم 531 الصادر في 31 مايو 2006 .
- زين العابدين بن علي ، رئيس تونس - النظام السيادي رقم 680 الصادر في 7 سبتمبر 2006 .
- نيكولا ساركوزي ، رئيس فرنسا ـ النظام السيادي رقم 1622 الصادر في 25 أبريل / نيسان 2008 .
- ستيبان ميسيتش ، رئيس كرواتيا - النظام السيادي رقم 2164 بتاريخ 16 أبريل 2009 .
- ترايان بوسيسكو، رئيس رومانيا - النظام السيادي رقم 2165 بتاريخ 16 أبريل 2009 .
- فرا ماثيو فيستينج ، الأمير والماجستير الأكبر في منظمة فرسان مالطا - القانون السيادي رقم 2405 بتاريخ 14 أكتوبر / تشرين الأول 2009 .
- عبد الله واد ، رئيس السنغال - النظام السيادي رقم 2457 الصادر في 9 نوفمبر 2009 .
- فرانشيسكو موسوني وستيفانو بالميري، نقباء وصي سان مارينو - النظام السيادي رقم 2654 بتاريخ 5 مارس 2010 .
- دانيلو تورك ، رئيس سلوفينيا - النظام السيادي رقم 3076 بتاريخ 11 يناير 2011 .
- ميشال سليمان ، رئيس لبنان - النظام السيادي رقم 3077 الصادر في 13 كانون الثاني (يناير) 2011 .
- أمادو توماني توري ، رئيس مالي - النظام السيادي رقم 3668 بتاريخ 13 فبراير 2012 .
- يواكيم جاوك ، رئيس ألمانيا - النظام السيادي رقم 3839 بتاريخ 9 يوليو 2012 .
- شارلين ، أميرة موناكو - النظام السيادي رقم 4038 بتاريخ 17 تشرين الثاني (نوفمبر) 2012 -"Photo". 17 نوفمبر 2012. مؤرشف من الأصل في 2013-01-16. مؤرشفة من الأصلي في 16 يناير 2013. .
- بان كي مون ، الأمين العام للأمم المتحدة - النظام السيادي رقم 4251 بتاريخ 3 أبريل 2013 .
- نور سلطان نزارباييف ، رئيس كازاخستان - النظام السيادي رقم 4.491 المؤرخ في 27 سبتمبر 2013 .
- فلاديمير بوتين ، رئيس روسيا - النظام السيادي رقم 4504 بتاريخ 4 أكتوبر 2013 .
- فرانسوا هولاند ، رئيس فرنسا - النظام السيادي رقم 4575 بتاريخ 14 نوفمبر 2013 .
- Andrea Belluzzi ، Captain-Regent of San Marino - Sovereign Ordonnance رقم 5490 بتاريخ 16 سبتمبر 2015 .
- روبرتو فينتوريني، نقيب-ريجنت سان مارينو - النظام السيادي رقم 5490 بتاريخ 16 سبتمبر 2015 .

### الضباط الكبار

#### منحهرينييه الثالث أمير موناكو
- باتريك لوكليرك، وزير دولة موناكو - النظام السيادي رقم 15560 الصادر في 18 نوفمبر 2002 .
- إيمانويل فيليبرتو من سافوي، وريث أمير العائلة المالكة الإيطالية - النظام السيادي رقم 15703 المؤرخ في 1 مارس 2003 .

#### منحهألبرت الثاني أمير موناكو
- جان بول بروست، وزير دولة موناكو، توفي ليلاً في 7/8 أبريل 2010 - النظام السيادي رقم 2694 بتاريخ 25 مارس 2010 .
- داليا جريبوسكايت ، رئيسة ليتوانيا - النظام السيادي رقم 3987 بتاريخ 15 أكتوبر 2012 [6]
- برونيسلاف كوموروفسكي ، رئيس بولندا - النظام السيادي رقم 3989 المؤرخ 17 أكتوبر 2012 (بالفرنسية)
- آنا كوموروفسكا ، زوجته - النظام السيادي رقم 3990 بتاريخ 17 أكتوبر 2012
- هوبرت تشارلز، رئيس المحكمة العليا في موناكو - النظام السيادي رقم 4039 بتاريخ 17 أكتوبر 2012

### القادة

#### منحهرينييه الثالث أمير موناكو
- جاك ضيوف ، المدير العام لمنظمة الأغذية والزراعة (الفاو) - القانون السيادي رقم 15534 بتاريخ 12 أكتوبر 2002 .

#### منحهألبرت الثاني أمير موناكو
- ماكس موسلي ، الرئيس السابق للاتحاد الدولي للسيارات - النظام السيادي رقم 526، 27 مايو 2006 .
- بيرني إيكلستون — النظام السيادي رقم 528 المؤرخ في 27 مايو / أيار 2006 .
- سيرج تيل، سفير فرنسا في موناكو - النظام السيادي رقم 1140 بتاريخ 6 يونيو 2007 .

## المؤلفات
- بول هيرونيموسن، «أوامر وميداليات وأوسمة بريطانيا وأوروبا»، لندن، 1975